# تاپ گردن‌بند

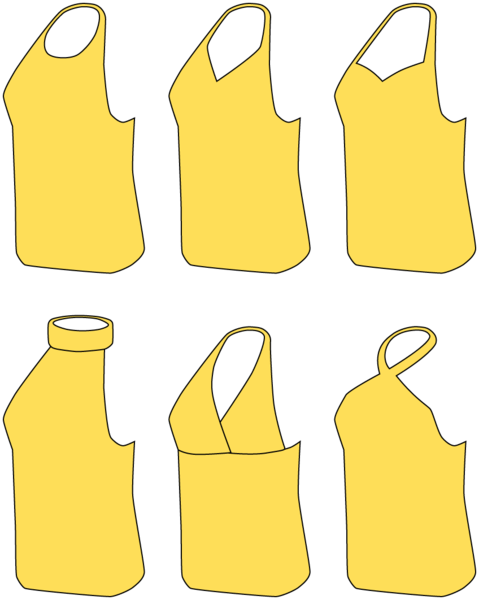
سبک‌های مختلف این پوشاک

تاپ گردن‌بند نوعی پوشاک زنانه است. این نوع از پوشاک تنها نیم‌تنهٔ بالا را، آن‌هم در برخی مدل‌ها، پوشش می‌دهد. این پوشش تنها شامل آنچه در ایران «تاپ» شناخته می‌شود نیست و می‌تواند شامل لباس‌های عروس و بیکینی گردن‌بند نیز شود.